# 长廊生态园
长廊生态园，位于广东省江门市江海区礼乐街道东海路
江门长廊生态园座落国家高新技术开发区江海区，紧鄰江珠高速公路礼东收费站，距离广珠城际铁路江门东站只有十分钟，礼乐站二十分钟即可到达。园区本为东江村邓家围湿地，目前已经成为一个集娛乐、观光、休闲、科研于一体的旅遊目的地，还与华南农业大学合作建长廊都市现代农业科技研究院。

## 历史
2013年5月，正顺现代农业科技有限公司投资兴建。
2017年4月25日，正式开园，首开园区6个区域。
2020年8月21日，青少年社会实践基地落戶园区。
2021年1月22日，江门长廊生态园被授与国家AAA级旅遊景区。
2024年2月13日，园区新增摩天轮、旋转木马等项目正式开放。